# Rainer Erler
Rainer Erler   (Múnic, 26 d'agost de 1933 - Perth, 8 de novembre de 2023) va ser un guionista, productor i director de cinema alemany.

## Biografia
Després de graduar-se a l'escola secundària va ser ajudant de direcció amb Paul Verhoeven i Franz Peter Wirth, entre d'altres.
Destaquen les seves primeres pel·lícules per atelevisió: Seelenwanderung (1962) amb Hanns Lothar i Wolfgang Reichmann i Orden für die Wunderkinder (1963) amb Carl-Heinz Schroth i Edith Heerdegen. La sèrie científica Das Blaue Palais (1974–1976), produïda per ZDF, sobre la qüestió de la responsabilitat científica, també va tenir força ressò. Erler va aconseguir la fama internacional amb el thriller Fleisch, que tracta sobre el tràfic d'òrgans. Erler va ser el primer director a realitzar una pel·lícula el 1969 sobre el combatent de la resistència Georg Elser.
Rainer Erler és considerat un important creador de pel·lícules de ciència-ficció per a la televisió alemanya i el fundador del subgènere del thriller científic en el qual es presenten temes socials, polítics i científics de manera emocionant. Les pel·lícules d'Erler solen tractar qüestions socials polèmiques com l'energia nuclear, els residus nuclears, l'ètica en les investigacions científiques, l'enginyeria genètica o el tràfic d'òrgans. Moltes de les seves pel·lícules van provocar reaccions controvertides quan es van emetre. En retrospectiva, es poden descriure com a visionàries, gairebé profètiques.
Erler va viure a Perth i a l'Alta Baviera. El seu arxiu es troba a l'Akademie der Künste de Berlín.

## Filmografia
- 1962: Marke Lohengrin
- 1962: Die Rache
- 1962: Seelenwanderung
- 1963: Der jähzornige junge Mann
- 1963: Lady Lobsters Bräutigam
- 1963: Sonderurlaub
- 1963: Der Hexer
- 1963: Orden für die Wunderkinder
- 1964: Die Gardine
- 1964: Lydia muss sterben
- 1964: Der Seitensprung
- 1965/1966: Das Bohrloch oder Bayern ist nicht Texas
- 1967: Der Dreispitz
- 1967: Fast ein Held (cinema)
- 1968: Endkampf
- 1968: Professor Columbus (cinema)
- 1969: Bahnübergang
- 1969: Herr Wolff hat seine Krise
- 1969: Der Attentäter
- 1970: Die Delegation
- 1972: Jan Billbusch (sèrie de televisió, 16 episodis)
- 1972: Der Amateur
- 1973: Sieben Tage
- 1974: Das Blaue Palais: Das Genie
- 1974: Das Blaue Palais: Der Verräter
- 1974: Das Blaue Palais: Das Medium
- 1975: Die Halde
- 1975: Die letzten Ferien
- 1976: Das Blaue Palais: Unsterblichkeit
- 1976: Das Blaue Palais: Der Gigant
- 1977: Operation Ganymed
- 1978: Plutonium
- 1979: Die Quelle
- 1979: Fleisch
- 1980: Ein Guru kommt
- 1981: Mein Freund der Scheich
- 1981: Der Spot oder Fast eine Karriere
- 1984: Gespenstergeschichten
- 1984: Das schöne Ende dieser Welt
- 1984: Geschichten aus der Heimat: Der letzte Stammtisch
- 1986: NEWS – Bericht über eine Reise in eine strahlende Zukunft
- 1989: Zucker – Eine wirklich süße Katastrophe
- 1991: Die Kaltenbach-Papiere (1. Teil: Sharon – 2. Teil: Eva)